# Okręg wyborczy nr 12 do Sejmu Rzeczypospolitej Polskiej
Okręg wyborczy nr 12 do Sejmu Rzeczypospolitej Polskiej obejmuje obszar powiatów chrzanowskiego, myślenickiego, oświęcimskiego, suskiego i wadowickiego (województwo małopolskie). W obecnym kształcie został utworzony w 2001. Wybieranych jest w nim 8 posłów w systemie proporcjonalnym (do 2005 wybierano 7 posłów).
Siedzibą okręgowej komisji wyborczej jest Kraków.

## Wyniki wyborów
| Podział 7 mandatów: SLD–UP: 3 PSL: 1 PO: 1 PiS: 1 LPR: 1 |

| Podział 8 mandatów: SLD: 1 PO: 2 PiS: 4 LPR: 1 |

| Podział 8 mandatów: LiD: 1 PO: 3 PiS: 4 |

| Podział 8 mandatów: PO: 4 PiS: 4 |

| Podział 8 mandatów: K’15: 1 PO: 2 PiS: 5 |

| Podział 8 mandatów: KO: 2 PiS: 6 |

| Podział 8 mandatów: KO: 2 TD: 1 PiS: 5 |

## Reprezentanci okręgu
| Sejm | Rok  | Poseł KW                    | Poseł KW        | Poseł KW        | Poseł KW                                      | Poseł KW                         | Poseł KW        | Poseł KW         | Poseł KW         | Poseł KW     | Poseł KW        | Poseł KW       | Poseł KW      | Poseł KW | Poseł KW         | Poseł KW | Poseł KW |
| ---- | ---- | --------------------------- | --------------- | --------------- | --------------------------------------------- | -------------------------------- | --------------- | ---------------- | ---------------- | ------------ | --------------- | -------------- | ------------- | -------- | ---------------- | -------- | -------- |
| IV   | 2001 |                             | J. Lisak SLD–UP |                 | S. Rydzoń SLD–UP (2001) SLD (2005) LiD (2007) |                                  | P. Graś PO      |                  | H. Talaga SLD–UP |              | A. Bielan PiS   |                | L. Murzyn LPR |          | L. Zieliński PSL | —        | —        |
| IV   | 2004 | J. Fortuna PiS              | J. Lisak SLD–UP |                 | S. Rydzoń SLD–UP (2001) SLD (2005) LiD (2007) |                                  | P. Graś PO      |                  | H. Talaga SLD–UP |              |                 |                | L. Murzyn LPR |          | L. Zieliński PSL | —        | —        |
| V    | 2005 |                             | B. Szydło PiS   |                 | S. Rydzoń SLD–UP (2001) SLD (2005) LiD (2007) | P. Kowal PiS                     | P. Graś PO      | M. Łatas PiS     |                  | M. Polak PiS |                 | J. Chwierut PO | L. Murzyn LPR |          |                  |          |          |
| VI   | 2007 |                             | B. Szydło PiS   |                 | S. Rydzoń SLD–UP (2001) SLD (2005) LiD (2007) | P. Kowal PiS                     | P. Graś PO      | M. Łatas PiS     | T. Arkit PO      | M. Polak PiS |                 | J. Chwierut PO |               |          |                  |          |          |
| VI   | 2009 | K. Hajda PiS                | B. Szydło PiS   |                 | S. Rydzoń SLD–UP (2001) SLD (2005) LiD (2007) |                                  | P. Graś PO      | M. Łatas PiS     | T. Arkit PO      | M. Polak PiS |                 | J. Chwierut PO |               |          |                  |          |          |
| VI   | 2011 | K. Hajda PiS                | B. Szydło PiS   | A. Pająk PO     | S. Rydzoń SLD–UP (2001) SLD (2005) LiD (2007) |                                  | P. Graś PO      | M. Łatas PiS     | T. Arkit PO      | M. Polak PiS |                 |                |               |          |                  |          |          |
| VII  | 2011 |                             | B. Szydło PiS   | J. Bobowska PO  | K. Szczerski PiS                              | D. Niedziela PO (2011) KO (2019) | P. Graś PO      | M. Łatas PiS     | T. Arkit PO      | M. Polak PiS |                 |                |               |          |                  |          |          |
| VII  | 2014 | R. Maciaszek PO             | B. Szydło PiS   | J. Bobowska PO  | K. Szczerski PiS                              | D. Niedziela PO (2011) KO (2019) |                 | M. Łatas PiS     | T. Arkit PO      | M. Polak PiS |                 |                |               |          |                  |          |          |
| VII  | 2015 | R. Maciaszek PO             | B. Szydło PiS   | J. Bobowska PO  | F. Kaczyński PiS                              | D. Niedziela PO (2011) KO (2019) |                 | M. Łatas PiS     | T. Arkit PO      | M. Polak PiS |                 |                |               |          |                  |          |          |
| VIII | 2015 | M. Sowa PO (2015) KO (2019) | B. Szydło PiS   |                 | J. Szlachetka PiS                             | D. Niedziela PO (2011) KO (2019) | E. Filipiak PiS | Z. Biernat PiS   |                  | M. Polak PiS | J. Brynkus K’15 |                |               |          |                  |          |          |
| VIII | 2018 | M. Sowa PO (2015) KO (2019) | B. Szydło PiS   | S. Hajos PiS    |                                               | D. Niedziela PO (2011) KO (2019) | E. Filipiak PiS | Z. Biernat PiS   |                  | M. Polak PiS | J. Brynkus K’15 |                |               |          |                  |          |          |
| VIII | 2019 | M. Sowa PO (2015) KO (2019) | K. Kozik PiS    | S. Hajos PiS    |                                               | D. Niedziela PO (2011) KO (2019) | E. Filipiak PiS | Z. Biernat PiS   |                  | M. Polak PiS | J. Brynkus K’15 |                |               |          |                  |          |          |
| IX   | 2019 | M. Sowa PO (2015) KO (2019) | K. Kozik PiS    |                 | R. Bochenek PiS                               | D. Niedziela PO (2011) KO (2019) | E. Filipiak PiS | F. Kaczyński PiS |                  | M. Polak PiS | W. Kurowski PiS |                |               |          |                  |          |          |
| X    | 2023 | M. Sowa PO (2015) KO (2019) | Ł. Kmita PiS    | M. Krystian PiS | R. Bochenek PiS                               | D. Niedziela PO (2011) KO (2019) |                 | F. Kaczyński PiS | P. Śliz TD       |              | W. Kurowski PiS |                |               |          |                  |          |          |

### Wybory parlamentarne 2001
| Komitet wyborczy                                      | Komitet wyborczy                              | Głosów | %     | Mandaty | Wybrani posłowie                              |
| ----------------------------------------------------- | --------------------------------------------- | ------ | ----- | ------- | --------------------------------------------- |
|                                                       | KKW Sojusz Lewicy Demokratycznej – Unia Pracy | 76 510 | 35,24 | 3       | Janusz Lisak, Stanisław Rydzoń, Halina Talaga |
|                                                       | KWW Platforma Obywatelska                     | 30 582 | 14,09 | 1       | Paweł Graś                                    |
|                                                       | Liga Polskich Rodzin                          | 25 062 | 11,54 | 1       | Leszek Murzyn                                 |
|                                                       | Prawo i Sprawiedliwość                        | 21 435 | 9,87  | 1       | Adam Bielan, Józef Fortuna                    |
|                                                       | Polskie Stronnictwo Ludowe                    | 20 195 | 9,30  | 1       | Leszek Zieliński                              |
|                                                       | Samoobrona Rzeczpospolitej Polskiej           | 18 198 | 8,38  | –       |                                               |
|                                                       | KKW Akcja Wyborcza Solidarność Prawicy        | 17 723 | 8,16  | –       |                                               |
|                                                       | Unia Wolności                                 | 6166   | 2,84  | –       |                                               |
|                                                       | Alternatywa Ruch Społeczny                    | 1244   | 0,57  | –       |                                               |
| Frekwencja: 48,27% Źródło: Państwowa Komisja Wyborcza |                                               |        |       |         |                                               |

Poniższa tabela przedstawia podział mandatów dla komitetów wyborczych na podstawie uzyskanych głosów, a następnie obliczonych ilorazów wyborczych na podstawie zmodyfikowanej metody Sainte-Laguë.
| Podział mandatów dla komitetów wyborczych na podstawie zmodyfikowanej metody Sainte-Laguë | Podział mandatów dla komitetów wyborczych na podstawie zmodyfikowanej metody Sainte-Laguë | Podział mandatów dla komitetów wyborczych na podstawie zmodyfikowanej metody Sainte-Laguë | Podział mandatów dla komitetów wyborczych na podstawie zmodyfikowanej metody Sainte-Laguë | Podział mandatów dla komitetów wyborczych na podstawie zmodyfikowanej metody Sainte-Laguë | Podział mandatów dla komitetów wyborczych na podstawie zmodyfikowanej metody Sainte-Laguë | Podział mandatów dla komitetów wyborczych na podstawie zmodyfikowanej metody Sainte-Laguë | Podział mandatów dla komitetów wyborczych na podstawie zmodyfikowanej metody Sainte-Laguë | Podział mandatów dla komitetów wyborczych na podstawie zmodyfikowanej metody Sainte-Laguë | Podział mandatów dla komitetów wyborczych na podstawie zmodyfikowanej metody Sainte-Laguë | Podział mandatów dla komitetów wyborczych na podstawie zmodyfikowanej metody Sainte-Laguë |
| Komitet wyborczy                                                                          | Komitet wyborczy                                                                          | Liczba głosów                                                                             | Iloraz wyborczy                                                                           | Iloraz wyborczy                                                                           | Iloraz wyborczy                                                                           | Iloraz wyborczy                                                                           | Iloraz wyborczy                                                                           | Iloraz wyborczy                                                                           | Mandaty                                                                                   | TP                                                                                        |
| Komitet wyborczy                                                                          | Komitet wyborczy                                                                          | Liczba głosów                                                                             | /1,4                                                                                      | /3                                                                                        | /5                                                                                        | /7                                                                                        | ...                                                                                       | /13                                                                                       | Mandaty                                                                                   | TP                                                                                        |
| ----------------------------------------------------------------------------------------- | ----------------------------------------------------------------------------------------- | ----------------------------------------------------------------------------------------- | ----------------------------------------------------------------------------------------- | ----------------------------------------------------------------------------------------- | ----------------------------------------------------------------------------------------- | ----------------------------------------------------------------------------------------- | ----------------------------------------------------------------------------------------- | ----------------------------------------------------------------------------------------- | ----------------------------------------------------------------------------------------- | ----------------------------------------------------------------------------------------- |
|                                                                                           | KKW Sojusz Lewicy Demokratycznej – Unia Pracy                                             | 76 510                                                                                    | 54 650                                                                                    | 25 503                                                                                    | 15 302                                                                                    | 10 930                                                                                    | ...                                                                                       | 5885                                                                                      | 3                                                                                         | 2,79                                                                                      |
|                                                                                           | KWW Platforma Obywatelska                                                                 | 30 582                                                                                    | 21 844                                                                                    | 10 194                                                                                    | 6116                                                                                      | 4369                                                                                      | ...                                                                                       | 2352                                                                                      | 1                                                                                         | 1,12                                                                                      |
|                                                                                           | Liga Polskich Rodzin                                                                      | 25 062                                                                                    | 17 901                                                                                    | 8354                                                                                      | 5012                                                                                      | 3580                                                                                      | ...                                                                                       | 1928                                                                                      | 1                                                                                         | 0,91                                                                                      |
|                                                                                           | Prawo i Sprawiedliwość                                                                    | 21 435                                                                                    | 15 311                                                                                    | 7145                                                                                      | 4287                                                                                      | 3062                                                                                      | ...                                                                                       | 1649                                                                                      | 1                                                                                         | 0,78                                                                                      |
|                                                                                           | Polskie Stronnictwo Ludowe                                                                | 20 195                                                                                    | 14 425                                                                                    | 6732                                                                                      | 4039                                                                                      | 2885                                                                                      | ...                                                                                       | 1553                                                                                      | 1                                                                                         | 0,74                                                                                      |
|                                                                                           | Samoobrona Rzeczpospolitej Polskiej                                                       | 18 198                                                                                    | 12 999                                                                                    | 6066                                                                                      | 3640                                                                                      | 2600                                                                                      | ...                                                                                       | 1400                                                                                      | 0                                                                                         | 0,66                                                                                      |
| Ogółem                                                                                    | Ogółem                                                                                    | 191 982                                                                                   | —                                                                                         | —                                                                                         | —                                                                                         | —                                                                                         | —                                                                                         | —                                                                                         | 7                                                                                         | 7                                                                                         |

### Wybory parlamentarne 2005
| Komitet wyborczy                                      | Komitet wyborczy                    | Głosów | %     | Mandaty | Wybrani posłowie                                    |
| ----------------------------------------------------- | ----------------------------------- | ------ | ----- | ------- | --------------------------------------------------- |
|                                                       | Prawo i Sprawiedliwość              | 69 903 | 34,88 | 4       | Beata Szydło, Paweł Kowal, Marek Łatas, Marek Polak |
|                                                       | Platforma Obywatelska RP            | 43 816 | 21,86 | 2       | Paweł Graś, Janusz Chwierut                         |
|                                                       | Liga Polskich Rodzin                | 23 015 | 11,48 | 1       | Leszek Murzyn                                       |
|                                                       | Sojusz Lewicy Demokratycznej        | 17 200 | 8,58  | 1       | Stanisław Rydzoń                                    |
|                                                       | Samoobrona Rzeczpospolitej Polskiej | 17 060 | 8,51  | –       |                                                     |
|                                                       | Polskie Stronnictwo Ludowe          | 12 132 | 6,05  | –       |                                                     |
|                                                       | Socjaldemokracja Polska             | 6878   | 3,43  | –       |                                                     |
|                                                       | Partia Demokratyczna – demokraci.pl | 3555   | 1,77  | –       |                                                     |
|                                                       | Platforma Janusza Korwin-Mikke      | 2915   | 1,45  | –       |                                                     |
|                                                       | Ruch Patriotyczny                   | 1868   | 0,93  | –       |                                                     |
|                                                       | Polska Partia Pracy                 | 1575   | 0,79  | –       |                                                     |
|                                                       | Polska Partia Narodowa              | 491    | 0,25  | –       |                                                     |
| Frekwencja: 42,11% Źródło: Państwowa Komisja Wyborcza |                                     |        |       |         |                                                     |

Poniższa tabela przedstawia podział mandatów dla komitetów wyborczych na podstawie uzyskanych głosów, a następnie obliczonych ilorazów wyborczych na podstawie metody D’Hondta.
| Podział mandatów dla komitetów wyborczych na podstawie metody D’Hondta | Podział mandatów dla komitetów wyborczych na podstawie metody D’Hondta | Podział mandatów dla komitetów wyborczych na podstawie metody D’Hondta | Podział mandatów dla komitetów wyborczych na podstawie metody D’Hondta | Podział mandatów dla komitetów wyborczych na podstawie metody D’Hondta | Podział mandatów dla komitetów wyborczych na podstawie metody D’Hondta | Podział mandatów dla komitetów wyborczych na podstawie metody D’Hondta | Podział mandatów dla komitetów wyborczych na podstawie metody D’Hondta | Podział mandatów dla komitetów wyborczych na podstawie metody D’Hondta | Podział mandatów dla komitetów wyborczych na podstawie metody D’Hondta | Podział mandatów dla komitetów wyborczych na podstawie metody D’Hondta | Podział mandatów dla komitetów wyborczych na podstawie metody D’Hondta |
| Komitet wyborczy                                                       | Komitet wyborczy                                                       | Liczba głosów                                                          | Iloraz wyborczy                                                        | Iloraz wyborczy                                                        | Iloraz wyborczy                                                        | Iloraz wyborczy                                                        | Iloraz wyborczy                                                        | Iloraz wyborczy                                                        | Iloraz wyborczy                                                        | Mandaty                                                                | TP                                                                     |
| Komitet wyborczy                                                       | Komitet wyborczy                                                       | Liczba głosów                                                          | /1                                                                     | /2                                                                     | /3                                                                     | /4                                                                     | /5                                                                     | ...                                                                    | /8                                                                     | Mandaty                                                                | TP                                                                     |
| ---------------------------------------------------------------------- | ---------------------------------------------------------------------- | ---------------------------------------------------------------------- | ---------------------------------------------------------------------- | ---------------------------------------------------------------------- | ---------------------------------------------------------------------- | ---------------------------------------------------------------------- | ---------------------------------------------------------------------- | ---------------------------------------------------------------------- | ---------------------------------------------------------------------- | ---------------------------------------------------------------------- | ---------------------------------------------------------------------- |
|                                                                        | Prawo i Sprawiedliwość                                                 | 69 903                                                                 | 69 903                                                                 | 34 952                                                                 | 23 301                                                                 | 17 476                                                                 | 13 981                                                                 | ...                                                                    | 8738                                                                   | 4                                                                      | 3,05                                                                   |
|                                                                        | Platforma Obywatelska RP                                               | 43 816                                                                 | 43 816                                                                 | 21 908                                                                 | 14 605                                                                 | 10 954                                                                 | 8763                                                                   | ...                                                                    | 5477                                                                   | 2                                                                      | 1,91                                                                   |
|                                                                        | Liga Polskich Rodzin                                                   | 23 015                                                                 | 23 015                                                                 | 11 508                                                                 | 7672                                                                   | 5754                                                                   | 4603                                                                   | ...                                                                    | 2877                                                                   | 1                                                                      | 1,01                                                                   |
|                                                                        | Sojusz Lewicy Demokratycznej                                           | 17 200                                                                 | 17 200                                                                 | 8600                                                                   | 5733                                                                   | 4300                                                                   | 3440                                                                   | ...                                                                    | 2150                                                                   | 1                                                                      | 0,75                                                                   |
|                                                                        | Samoobrona Rzeczpospolitej Polskiej                                    | 17 060                                                                 | 17 060                                                                 | 8530                                                                   | 5687                                                                   | 4265                                                                   | 3412                                                                   | ...                                                                    | 2133                                                                   | 0                                                                      | 0,75                                                                   |
|                                                                        | Polskie Stronnictwo Ludowe                                             | 12 132                                                                 | 12 132                                                                 | 6066                                                                   | 4044                                                                   | 3033                                                                   | 2426                                                                   | ...                                                                    | 1517                                                                   | 0                                                                      | 0,53                                                                   |
| Ogółem                                                                 | Ogółem                                                                 | 183 126                                                                | —                                                                      | —                                                                      | —                                                                      | —                                                                      | —                                                                      | —                                                                      | —                                                                      | 8                                                                      | 8                                                                      |

### Wybory parlamentarne 2007
| Komitet wyborczy                                      | Komitet wyborczy                      | Głosów  | %     | Mandaty | Wybrani posłowie                                                     |
| ----------------------------------------------------- | ------------------------------------- | ------- | ----- | ------- | -------------------------------------------------------------------- |
|                                                       | Prawo i Sprawiedliwość                | 108 148 | 40,40 | 4       | Paweł Kowal, Beata Szydło, Marek Łatas, Marek Polak, Kazimierz Hajda |
|                                                       | Platforma Obywatelska RP              | 97 517  | 36,43 | 3       | Paweł Graś, Janusz Chwierut, Tadeusz Arkit, Andrzej Pająk            |
|                                                       | KKW Lewica i Demokraci SLD+SDPL+PD+UP | 28 632  | 10,70 | 1       | Stanisław Rydzoń                                                     |
|                                                       | Polskie Stronnictwo Ludowe            | 24 114  | 9,01  | –       |                                                                      |
|                                                       | Liga Polskich Rodzin                  | 4064    | 1,52  | –       |                                                                      |
|                                                       | Polska Partia Pracy                   | 2616    | 0,98  | –       |                                                                      |
|                                                       | Samoobrona Rzeczpospolitej Polskiej   | 2585    | 0,97  | –       |                                                                      |
| Frekwencja: 54,73% Źródło: Państwowa Komisja Wyborcza |                                       |         |       |         |                                                                      |

Poniższa tabela przedstawia podział mandatów dla komitetów wyborczych na podstawie uzyskanych głosów, a następnie obliczonych ilorazów wyborczych na podstawie metody D’Hondta.
| Podział mandatów dla komitetów wyborczych na podstawie metody D’Hondta | Podział mandatów dla komitetów wyborczych na podstawie metody D’Hondta | Podział mandatów dla komitetów wyborczych na podstawie metody D’Hondta | Podział mandatów dla komitetów wyborczych na podstawie metody D’Hondta | Podział mandatów dla komitetów wyborczych na podstawie metody D’Hondta | Podział mandatów dla komitetów wyborczych na podstawie metody D’Hondta | Podział mandatów dla komitetów wyborczych na podstawie metody D’Hondta | Podział mandatów dla komitetów wyborczych na podstawie metody D’Hondta | Podział mandatów dla komitetów wyborczych na podstawie metody D’Hondta | Podział mandatów dla komitetów wyborczych na podstawie metody D’Hondta | Podział mandatów dla komitetów wyborczych na podstawie metody D’Hondta | Podział mandatów dla komitetów wyborczych na podstawie metody D’Hondta |
| Komitet wyborczy                                                       | Komitet wyborczy                                                       | Liczba głosów                                                          | Iloraz wyborczy                                                        | Iloraz wyborczy                                                        | Iloraz wyborczy                                                        | Iloraz wyborczy                                                        | Iloraz wyborczy                                                        | Iloraz wyborczy                                                        | Iloraz wyborczy                                                        | Mandaty                                                                | TP                                                                     |
| Komitet wyborczy                                                       | Komitet wyborczy                                                       | Liczba głosów                                                          | /1                                                                     | /2                                                                     | /3                                                                     | /4                                                                     | /5                                                                     | ...                                                                    | /8                                                                     | Mandaty                                                                | TP                                                                     |
| ---------------------------------------------------------------------- | ---------------------------------------------------------------------- | ---------------------------------------------------------------------- | ---------------------------------------------------------------------- | ---------------------------------------------------------------------- | ---------------------------------------------------------------------- | ---------------------------------------------------------------------- | ---------------------------------------------------------------------- | ---------------------------------------------------------------------- | ---------------------------------------------------------------------- | ---------------------------------------------------------------------- | ---------------------------------------------------------------------- |
|                                                                        | Prawo i Sprawiedliwość                                                 | 108 148                                                                | 108 148                                                                | 54 074                                                                 | 36 049                                                                 | 27 037                                                                 | 21 630                                                                 | ...                                                                    | 13 519                                                                 | 4                                                                      | 3,35                                                                   |
|                                                                        | Platforma Obywatelska RP                                               | 97 517                                                                 | 97 517                                                                 | 48 759                                                                 | 32 506                                                                 | 24 379                                                                 | 19 503                                                                 | ...                                                                    | 12 190                                                                 | 3                                                                      | 3,02                                                                   |
|                                                                        | KKW Lewica i Demokraci SLD+SDPL+PD+UP                                  | 28 632                                                                 | 28 632                                                                 | 14 316                                                                 | 9544                                                                   | 7158                                                                   | 5726                                                                   | ...                                                                    | 3579                                                                   | 1                                                                      | 0,89                                                                   |
|                                                                        | Polskie Stronnictwo Ludowe                                             | 24 114                                                                 | 24 114                                                                 | 12 057                                                                 | 8038                                                                   | 6029                                                                   | 4823                                                                   | ...                                                                    | 3014                                                                   | 0                                                                      | 0,75                                                                   |
| Ogółem                                                                 | Ogółem                                                                 | 258 411                                                                | —                                                                      | —                                                                      | —                                                                      | —                                                                      | —                                                                      | —                                                                      | —                                                                      | 8                                                                      | 8                                                                      |

### Wybory parlamentarne 2011
| Komitet wyborczy                                      | Komitet wyborczy                  | Głosów | %     | Mandaty | Wybrani posłowie                                                               |
| ----------------------------------------------------- | --------------------------------- | ------ | ----- | ------- | ------------------------------------------------------------------------------ |
|                                                       | Prawo i Sprawiedliwość            | 91 220 | 38,11 | 4       | Beata Szydło, Marek Łatas, Marek Polak, Krzysztof Szczerski, Filip Kaczyński   |
|                                                       | Platforma Obywatelska RP          | 85 670 | 35,79 | 4       | Paweł Graś, Tadeusz Arkit, Joanna Bobowska, Dorota Niedziela, Robert Maciaszek |
|                                                       | Ruch Palikota                     | 21 137 | 8,83  | –       |                                                                                |
|                                                       | Sojusz Lewicy Demokratycznej      | 16 438 | 6,87  | –       |                                                                                |
|                                                       | Polskie Stronnictwo Ludowe        | 14 074 | 5,88  | –       |                                                                                |
|                                                       | Polska Jest Najważniejsza         | 7055   | 2,95  | –       |                                                                                |
|                                                       | Prawica                           | 2312   | 0,97  | –       |                                                                                |
|                                                       | Polska Partia Pracy – Sierpień 80 | 1463   | 0,61  | –       |                                                                                |
| Frekwencja: 49,33% Źródło: Państwowa Komisja Wyborcza |                                   |        |       |         |                                                                                |

Poniższa tabela przedstawia podział mandatów dla komitetów wyborczych na podstawie uzyskanych głosów, a następnie obliczonych ilorazów wyborczych na podstawie metody D’Hondta.
| Podział mandatów dla komitetów wyborczych na podstawie metody D’Hondta | Podział mandatów dla komitetów wyborczych na podstawie metody D’Hondta | Podział mandatów dla komitetów wyborczych na podstawie metody D’Hondta | Podział mandatów dla komitetów wyborczych na podstawie metody D’Hondta | Podział mandatów dla komitetów wyborczych na podstawie metody D’Hondta | Podział mandatów dla komitetów wyborczych na podstawie metody D’Hondta | Podział mandatów dla komitetów wyborczych na podstawie metody D’Hondta | Podział mandatów dla komitetów wyborczych na podstawie metody D’Hondta | Podział mandatów dla komitetów wyborczych na podstawie metody D’Hondta | Podział mandatów dla komitetów wyborczych na podstawie metody D’Hondta | Podział mandatów dla komitetów wyborczych na podstawie metody D’Hondta | Podział mandatów dla komitetów wyborczych na podstawie metody D’Hondta |
| Komitet wyborczy                                                       | Komitet wyborczy                                                       | Liczba głosów                                                          | Iloraz wyborczy                                                        | Iloraz wyborczy                                                        | Iloraz wyborczy                                                        | Iloraz wyborczy                                                        | Iloraz wyborczy                                                        | Iloraz wyborczy                                                        | Iloraz wyborczy                                                        | Mandaty                                                                | TP                                                                     |
| Komitet wyborczy                                                       | Komitet wyborczy                                                       | Liczba głosów                                                          | /1                                                                     | /2                                                                     | /3                                                                     | /4                                                                     | /5                                                                     | ...                                                                    | /8                                                                     | Mandaty                                                                | TP                                                                     |
| ---------------------------------------------------------------------- | ---------------------------------------------------------------------- | ---------------------------------------------------------------------- | ---------------------------------------------------------------------- | ---------------------------------------------------------------------- | ---------------------------------------------------------------------- | ---------------------------------------------------------------------- | ---------------------------------------------------------------------- | ---------------------------------------------------------------------- | ---------------------------------------------------------------------- | ---------------------------------------------------------------------- | ---------------------------------------------------------------------- |
|                                                                        | Prawo i Sprawiedliwość                                                 | 91 220                                                                 | 91 220                                                                 | 45 610                                                                 | 30 407                                                                 | 22 805                                                                 | 18 244                                                                 | ...                                                                    | 11 403                                                                 | 4                                                                      | 3,19                                                                   |
|                                                                        | Platforma Obywatelska RP                                               | 85 670                                                                 | 85 670                                                                 | 42 835                                                                 | 28 557                                                                 | 21 418                                                                 | 17 134                                                                 | ...                                                                    | 10 709                                                                 | 4                                                                      | 3,00                                                                   |
|                                                                        | Ruch Palikota                                                          | 21 137                                                                 | 21 137                                                                 | 10 569                                                                 | 7046                                                                   | 5284                                                                   | 4227                                                                   | ...                                                                    | 2642                                                                   | 0                                                                      | 0,74                                                                   |
|                                                                        | Sojusz Lewicy Demokratycznej                                           | 16 438                                                                 | 16 438                                                                 | 8219                                                                   | 5479                                                                   | 4110                                                                   | 3288                                                                   | ...                                                                    | 2055                                                                   | 0                                                                      | 0,58                                                                   |
|                                                                        | Polskie Stronnictwo Ludowe                                             | 14 074                                                                 | 14 074                                                                 | 7037                                                                   | 4691                                                                   | 3519                                                                   | 2815                                                                   | ...                                                                    | 1759                                                                   | 0                                                                      | 0,49                                                                   |
| Ogółem                                                                 | Ogółem                                                                 | 228 539                                                                | —                                                                      | —                                                                      | —                                                                      | —                                                                      | —                                                                      | —                                                                      | —                                                                      | 8                                                                      | 8                                                                      |

### Wybory parlamentarne 2015
| Komitet wyborczy                                      | Komitet wyborczy                             | Głosów  | %     | Mandaty | Wybrani posłowie                                                                                                |
| ----------------------------------------------------- | -------------------------------------------- | ------- | ----- | ------- | --- |
|                                                       | Prawo i Sprawiedliwość                       | 133 213 | 49,05 | 5       | Beata Szydło, Jarosław Szlachetka, Ewa Filipiak, Zbigniew Biernat, Marek Polak, Sławomir Hajos, Krzysztof Kozik |
|                                                       | Platforma Obywatelska RP                     | 55 454  | 20,42 | 2       | Marek Sowa, Dorota Niedziela                                                                                    |
|                                                       | KWW Kukiz’15                                 | 23 551  | 8,67  | 1       | Józef Brynkus                                                                                                   |
|                                                       | Nowoczesna Ryszarda Petru                    | 15 731  | 5,79  | –       | |
|                                                       | KKW Zjednoczona Lewica SLD+TR+PPS+UP+Zieloni | 14 473  | 5,33  | –       | |
|                                                       | KORWiN                                       | 12 089  | 4,45  | –       | |
|                                                       | Partia Razem                                 | 8840    | 3,26  | –       | |
|                                                       | Polskie Stronnictwo Ludowe                   | 8226    | 3,03  | –       | |
| Frekwencja: 54,46% Źródło: Państwowa Komisja Wyborcza |                                              |         |       |         | |

Poniższa tabela przedstawia podział mandatów dla komitetów wyborczych na podstawie uzyskanych głosów, a następnie obliczonych ilorazów wyborczych na podstawie metody D’Hondta.
| Podział mandatów dla komitetów wyborczych na podstawie metody D’Hondta | Podział mandatów dla komitetów wyborczych na podstawie metody D’Hondta | Podział mandatów dla komitetów wyborczych na podstawie metody D’Hondta | Podział mandatów dla komitetów wyborczych na podstawie metody D’Hondta | Podział mandatów dla komitetów wyborczych na podstawie metody D’Hondta | Podział mandatów dla komitetów wyborczych na podstawie metody D’Hondta | Podział mandatów dla komitetów wyborczych na podstawie metody D’Hondta | Podział mandatów dla komitetów wyborczych na podstawie metody D’Hondta | Podział mandatów dla komitetów wyborczych na podstawie metody D’Hondta | Podział mandatów dla komitetów wyborczych na podstawie metody D’Hondta | Podział mandatów dla komitetów wyborczych na podstawie metody D’Hondta | Podział mandatów dla komitetów wyborczych na podstawie metody D’Hondta | Podział mandatów dla komitetów wyborczych na podstawie metody D’Hondta |
| Komitet wyborczy                                                       | Komitet wyborczy                                                       | Liczba głosów                                                          | Iloraz wyborczy                                                        | Iloraz wyborczy                                                        | Iloraz wyborczy                                                        | Iloraz wyborczy                                                        | Iloraz wyborczy                                                        | Iloraz wyborczy                                                        | Iloraz wyborczy                                                        | Iloraz wyborczy                                                        | Mandaty                                                                | TP                                                                     |
| Komitet wyborczy                                                       | Komitet wyborczy                                                       | Liczba głosów                                                          | /1                                                                     | /2                                                                     | /3                                                                     | /4                                                                     | /5                                                                     | /6                                                                     | /7                                                                     | /8                                                                     | Mandaty                                                                | TP                                                                     |
| ---------------------------------------------------------------------- | ---------------------------------------------------------------------- | ---------------------------------------------------------------------- | ---------------------------------------------------------------------- | ---------------------------------------------------------------------- | ---------------------------------------------------------------------- | ---------------------------------------------------------------------- | ---------------------------------------------------------------------- | ---------------------------------------------------------------------- | ---------------------------------------------------------------------- | ---------------------------------------------------------------------- | ---------------------------------------------------------------------- | ---------------------------------------------------------------------- |
|                                                                        | Prawo i Sprawiedliwość                                                 | 133 213                                                                | 133 213                                                                | 66 607                                                                 | 44 404                                                                 | 33 303                                                                 | 26 643                                                                 | 22 202                                                                 | 19 030                                                                 | 16 652                                                                 | 5                                                                      | 4,51                                                                   |
|                                                                        | Platforma Obywatelska RP                                               | 55 454                                                                 | 55 454                                                                 | 27 727                                                                 | 18 485                                                                 | 13 864                                                                 | 11 091                                                                 | 9242                                                                   | 7922                                                                   | 6932                                                                   | 2                                                                      | 1,88                                                                   |
|                                                                        | KWW Kukiz’15                                                           | 23 551                                                                 | 23 551                                                                 | 11 776                                                                 | 7850                                                                   | 5888                                                                   | 4710                                                                   | 3925                                                                   | 3364                                                                   | 2944                                                                   | 1                                                                      | 0,80                                                                   |
|                                                                        | Nowoczesna Ryszarda Petru                                              | 15 731                                                                 | 15 731                                                                 | 7866                                                                   | 5244                                                                   | 3933                                                                   | 3146                                                                   | 2622                                                                   | 2247                                                                   | 1966                                                                   | 0                                                                      | 0,53                                                                   |
|                                                                        | Polskie Stronnictwo Ludowe                                             | 8226                                                                   | 8226                                                                   | 4113                                                                   | 2742                                                                   | 2057                                                                   | 1645                                                                   | 1371                                                                   | 1175                                                                   | 1028                                                                   | 0                                                                      | 0,28                                                                   |
| Ogółem                                                                 | Ogółem                                                                 | 236 175                                                                | —                                                                      | —                                                                      | —                                                                      | —                                                                      | —                                                                      | —                                                                      | —                                                                      | —                                                                      | 8                                                                      | 8                                                                      |

### Wybory parlamentarne 2019
| Komitet wyborczy                                      | Komitet wyborczy                           | Głosów  | %     | Mandaty | Wybrani posłowie                                                                                |
| ----------------------------------------------------- | ------------------------------------------ | ------- | ----- | ------- | ----------------------------------------------------------------------------------------------- |
|                                                       | Prawo i Sprawiedliwość                     | 169 106 | 53,48 | 6       | Rafał Bochenek, Marek Polak, Filip Kaczyński, Ewa Filipiak, Krzysztof Kozik, Władysław Kurowski |
|                                                       | KKW Koalicja Obywatelska PO .N iPL Zieloni | 72 869  | 23,04 | 2       | Dorota Niedziela, Marek Sowa                                                                    |
|                                                       | Sojusz Lewicy Demokratycznej               | 26 909  | 8,51  | –       |                                                                                                 |
|                                                       | Polskie Stronnictwo Ludowe                 | 24 996  | 7,90  | –       |                                                                                                 |
|                                                       | Konfederacja Wolność i Niepodległość       | 22 334  | 7,06  | –       |                                                                                                 |
| Frekwencja: 62,86% Źródło: Państwowa Komisja Wyborcza |                                            |         |       |         |                                                                                                 |

Poniższa tabela przedstawia podział mandatów dla komitetów wyborczych na podstawie uzyskanych głosów, a następnie obliczonych ilorazów wyborczych na podstawie metody D’Hondta.
| Podział mandatów dla komitetów wyborczych na podstawie metody D’Hondta | Podział mandatów dla komitetów wyborczych na podstawie metody D’Hondta | Podział mandatów dla komitetów wyborczych na podstawie metody D’Hondta | Podział mandatów dla komitetów wyborczych na podstawie metody D’Hondta | Podział mandatów dla komitetów wyborczych na podstawie metody D’Hondta | Podział mandatów dla komitetów wyborczych na podstawie metody D’Hondta | Podział mandatów dla komitetów wyborczych na podstawie metody D’Hondta | Podział mandatów dla komitetów wyborczych na podstawie metody D’Hondta | Podział mandatów dla komitetów wyborczych na podstawie metody D’Hondta | Podział mandatów dla komitetów wyborczych na podstawie metody D’Hondta | Podział mandatów dla komitetów wyborczych na podstawie metody D’Hondta | Podział mandatów dla komitetów wyborczych na podstawie metody D’Hondta | Podział mandatów dla komitetów wyborczych na podstawie metody D’Hondta |
| Komitet wyborczy                                                       | Komitet wyborczy                                                       | Liczba głosów                                                          | Iloraz wyborczy                                                        | Iloraz wyborczy                                                        | Iloraz wyborczy                                                        | Iloraz wyborczy                                                        | Iloraz wyborczy                                                        | Iloraz wyborczy                                                        | Iloraz wyborczy                                                        | Iloraz wyborczy                                                        | Mandaty                                                                | TP                                                                     |
| Komitet wyborczy                                                       | Komitet wyborczy                                                       | Liczba głosów                                                          | /1                                                                     | /2                                                                     | /3                                                                     | /4                                                                     | /5                                                                     | /6                                                                     | /7                                                                     | /8                                                                     | Mandaty                                                                | TP                                                                     |
| ---------------------------------------------------------------------- | ---------------------------------------------------------------------- | ---------------------------------------------------------------------- | ---------------------------------------------------------------------- | ---------------------------------------------------------------------- | ---------------------------------------------------------------------- | ---------------------------------------------------------------------- | ---------------------------------------------------------------------- | ---------------------------------------------------------------------- | ---------------------------------------------------------------------- | ---------------------------------------------------------------------- | ---------------------------------------------------------------------- | ---------------------------------------------------------------------- |
|                                                                        | Prawo i Sprawiedliwość                                                 | 169 106                                                                | 169 106                                                                | 84 553                                                                 | 56 369                                                                 | 42 277                                                                 | 33 821                                                                 | 28 184                                                                 | 24 158                                                                 | 21 138                                                                 | 6                                                                      | 4,28                                                                   |
|                                                                        | KKW Koalicja Obywatelska PO .N iPL Zieloni                             | 72 869                                                                 | 72 869                                                                 | 36 435                                                                 | 24 290                                                                 | 18 217                                                                 | 14 574                                                                 | 12 145                                                                 | 10 410                                                                 | 9109                                                                   | 2                                                                      | 1,84                                                                   |
|                                                                        | Sojusz Lewicy Demokratycznej                                           | 26 909                                                                 | 26 909                                                                 | 13 455                                                                 | 8970                                                                   | 6727                                                                   | 5382                                                                   | 4485                                                                   | 3844                                                                   | 3364                                                                   | 0                                                                      | 0,68                                                                   |
|                                                                        | Polskie Stronnictwo Ludowe                                             | 24 996                                                                 | 24 996                                                                 | 12 498                                                                 | 8332                                                                   | 6249                                                                   | 4999                                                                   | 4166                                                                   | 3571                                                                   | 3125                                                                   | 0                                                                      | 0,63                                                                   |
|                                                                        | Konfederacja Wolność i Niepodległość                                   | 22 334                                                                 | 22 334                                                                 | 11 167                                                                 | 7445                                                                   | 5584                                                                   | 4467                                                                   | 3722                                                                   | 3191                                                                   | 2792                                                                   | 0                                                                      | 0,57                                                                   |
| Ogółem                                                                 | Ogółem                                                                 | 316 214                                                                | —                                                                      | —                                                                      | —                                                                      | —                                                                      | —                                                                      | —                                                                      | —                                                                      | —                                                                      | 8                                                                      | 8                                                                      |

### Wybory parlamentarne 2023
| Komitet wyborczy                                      | Komitet wyborczy                                                           | Głosów  | %     | Mandaty | Wybrani posłowie                                                                    |
| ----------------------------------------------------- | -------------------------------------------------------------------------- | ------- | ----- | ------- | ----------------------------------------------------------------------------------- |
|                                                       | Prawo i Sprawiedliwość                                                     | 156 308 | 42,86 | 5       | Rafał Bochenek, Łukasz Kmita, Filip Kaczyński, Władysław Kurowski, Mariusz Krystian |
|                                                       | KKW Koalicja Obywatelska PO .N iPL Zieloni                                 | 88 408  | 24,24 | 2       | Dorota Niedziela, Marek Sowa                                                        |
|                                                       | KKW Trzecia Droga Polska 2050 Szymona Hołowni – Polskie Stronnictwo Ludowe | 54 585  | 14,97 | 1       | Paweł Śliz                                                                          |
|                                                       | Konfederacja Wolność i Niepodległość                                       | 28 754  | 7,88  | –       |                                                                                     |
|                                                       | Nowa Lewica                                                                | 22 036  | 6,04  | –       |                                                                                     |
|                                                       | Polska Jest Jedna                                                          | 8093    | 2,22  | –       |                                                                                     |
|                                                       | Bezpartyjni Samorządowcy                                                   | 6487    | 1,78  | –       |                                                                                     |
| Frekwencja: 75,24% Źródło: Państwowa Komisja Wyborcza |                                                                            |         |       |         |                                                                                     |

Poniższa tabela przedstawia podział mandatów dla komitetów wyborczych na podstawie uzyskanych głosów, a następnie obliczonych ilorazów wyborczych na podstawie metody D’Hondta.
| Podział mandatów dla komitetów wyborczych na podstawie metody D’Hondta | Podział mandatów dla komitetów wyborczych na podstawie metody D’Hondta     | Podział mandatów dla komitetów wyborczych na podstawie metody D’Hondta | Podział mandatów dla komitetów wyborczych na podstawie metody D’Hondta | Podział mandatów dla komitetów wyborczych na podstawie metody D’Hondta | Podział mandatów dla komitetów wyborczych na podstawie metody D’Hondta | Podział mandatów dla komitetów wyborczych na podstawie metody D’Hondta | Podział mandatów dla komitetów wyborczych na podstawie metody D’Hondta | Podział mandatów dla komitetów wyborczych na podstawie metody D’Hondta | Podział mandatów dla komitetów wyborczych na podstawie metody D’Hondta | Podział mandatów dla komitetów wyborczych na podstawie metody D’Hondta | Podział mandatów dla komitetów wyborczych na podstawie metody D’Hondta | Podział mandatów dla komitetów wyborczych na podstawie metody D’Hondta |
| Komitet wyborczy                                                       | Komitet wyborczy                                                           | Liczba głosów                                                          | Iloraz wyborczy                                                        | Iloraz wyborczy                                                        | Iloraz wyborczy                                                        | Iloraz wyborczy                                                        | Iloraz wyborczy                                                        | Iloraz wyborczy                                                        | Iloraz wyborczy                                                        | Iloraz wyborczy                                                        | Mandaty                                                                | TP                                                                     |
| Komitet wyborczy                                                       | Komitet wyborczy                                                           | Liczba głosów                                                          | /1                                                                     | /2                                                                     | /3                                                                     | /4                                                                     | /5                                                                     | /6                                                                     | /7                                                                     | /8                                                                     | Mandaty                                                                | TP                                                                     |
| ---------------------------------------------------------------------- | -------------------------------------------------------------------------- | ---------------------------------------------------------------------- | ---------------------------------------------------------------------- | ---------------------------------------------------------------------- | ---------------------------------------------------------------------- | ---------------------------------------------------------------------- | ---------------------------------------------------------------------- | ---------------------------------------------------------------------- | ---------------------------------------------------------------------- | ---------------------------------------------------------------------- | ---------------------------------------------------------------------- | ---------------------------------------------------------------------- |
|                                                                        | Prawo i Sprawiedliwość                                                     | 156 308                                                                | 156 308                                                                | 78 154                                                                 | 52 103                                                                 | 39 077                                                                 | 31 262                                                                 | 26 051                                                                 | 22 330                                                                 | 19 539                                                                 | 5                                                                      | 3,57                                                                   |
|                                                                        | KKW Koalicja Obywatelska PO .N iPL Zieloni                                 | 88 408                                                                 | 88 408                                                                 | 44 204                                                                 | 29 469                                                                 | 22 102                                                                 | 17 682                                                                 | 14 735                                                                 | 12 630                                                                 | 11 051                                                                 | 2                                                                      | 2,02                                                                   |
|                                                                        | KKW Trzecia Droga Polska 2050 Szymona Hołowni – Polskie Stronnictwo Ludowe | 54 585                                                                 | 54 585                                                                 | 27 293                                                                 | 18 195                                                                 | 13 646                                                                 | 10 917                                                                 | 9098                                                                   | 7798                                                                   | 6823                                                                   | 1                                                                      | 1,25                                                                   |
|                                                                        | Konfederacja Wolność i Niepodległość                                       | 28 754                                                                 | 28 754                                                                 | 14 377                                                                 | 9585                                                                   | 7189                                                                   | 5751                                                                   | 4792                                                                   | 4108                                                                   | 3594                                                                   | 0                                                                      | 0,66                                                                   |
|                                                                        | Nowa Lewica                                                                | 22 036                                                                 | 22 036                                                                 | 11 018                                                                 | 7345                                                                   | 5509                                                                   | 4407                                                                   | 3673                                                                   | 3148                                                                   | 2755                                                                   | 0                                                                      | 0,50                                                                   |
| Ogółem                                                                 | Ogółem                                                                     | 350 091                                                                | —                                                                      | —                                                                      | —                                                                      | —                                                                      | —                                                                      | —                                                                      | —                                                                      | —                                                                      | 8                                                                      | 8                                                                      |